# María Corina Machado
María Corina Machado Parisca, née le 7 octobre 1967 à Caracas, est une femme politique vénézuélienne. Elle cofonde le mouvement Súmate avec Alejandro Plaz, et est députée de 2010 à 2014 dans la deuxième circonscription de l'État de Miranda. 

## Biographie

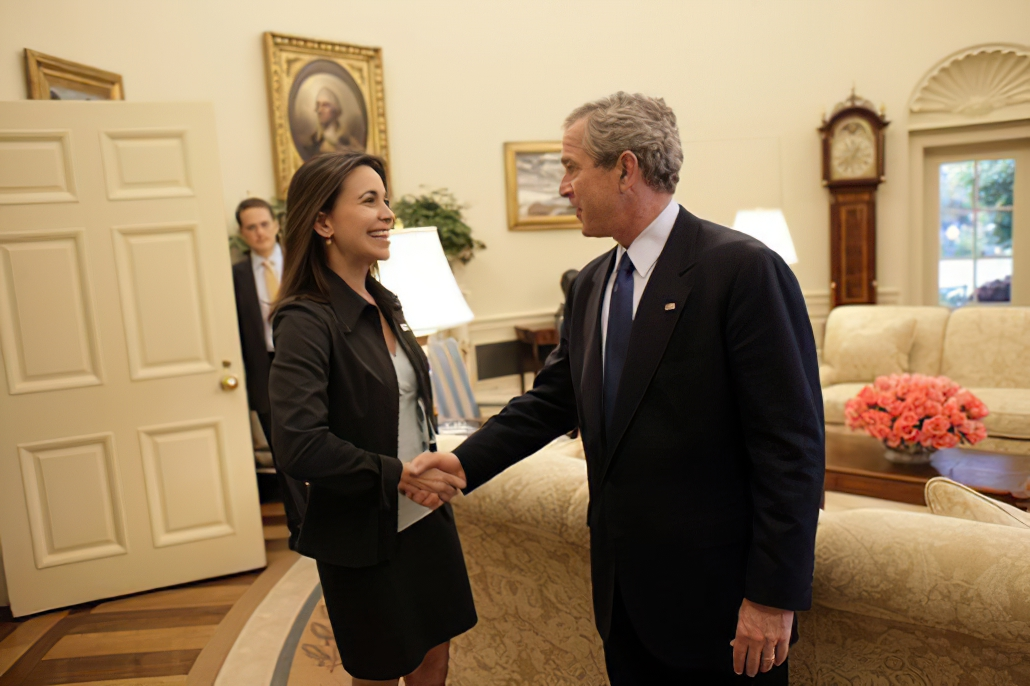
George W. Bush accueille María Corina Machado dans le bureau ovale, le 31 mai 2005.

Née à Caracas le 7 octobre 1967, María Corina Machado est l’aînée d’une famille de quatre enfants. Son père, Henrique Machado Zuloaga, est un homme d’affaires, héritier d’une famille ayant fondé la compagnie d’électricité Electricidad de Caracas (en) et les entreprises sidérurgiques Sivensa (en) (plus grand producteur d’acier privé du Venezuela) et Sidetur (en) (ancienne filiale de Sivensa, nationalisée en 2010). Sa mère, Corina Parisca, est psychologue.
María Corina Machado fréquente une école catholique d'élite pour filles à Caracas et un pensionnat à Wellesley, dans le Massachusetts. Dans une interview accordée au New York Times, elle qualifie sa jeunesse d'« enfance protégée du contact avec la réalité ». 
Diplômée de l'université catholique Andrés-Bello en ingénierie et d'un master en finance de l'Institut d’études supérieures d’administration (es), María Corina Machado commence sa carrière au sein de l'entreprise familiale Sivensa (en) avant de travailler avec sa mère dans un foyer pour enfants abandonnés,.
Elle devient militante politique en 2002, en contribuant à la création d'un groupe de défense des droits des électeurs, Súmate, qui mène au coup d'État de 2002 – tentative avortée de destituer le président Hugo Chávez. María Corina Machado est présente au palais présidentiel lors de l'investiture du président par intérim, Pedro Carmona, à la suite du coup d'État.
En 2004, elle réunit trois millions de signatures demandant le départ d'Hugo Chávez, ce qui lui vaut une interdiction de sortie du territoire. En 2005, elle est accusée avec d'autres représentants de l'association Súmate de trahison pour avoir reçu des fonds de la part du National Endowment for Democracy (NED), une organisation américaine promouvant la démocratie libérale. Ces fonds (31 150 dollars américains) étaient destinés à favoriser la destitution du président Hugo Chávez lors du référendum de 2004 (en). Des menaces de mort sont proférées à l'encontre de sa famille, aussi envoie-t-elle ses enfants encore très jeunes chez sa mère qui vit aux États-Unis.
En février 2010, elle quitte son poste à Súmate et annonce sa candidature à l'Assemblée nationale du Venezuela. Elle est élue députée en 2010 dans la deuxième circonscription de l'État de Miranda. Le 13 janvier 2012, à l'Assemblée nationale et en direct à la télévision nationale, María Corina Machado lance une Rendición contre Chávez et le traite directement de voleur. En 2012, son suppléant se retire de la Table de l'unité démocratique (MUD), coalition de partis d'opposition à Chávez, déplorant l'autoritarisme qui prévaut dans son fonctionnement interne et sa « déconnexion sociale ».
En mars 2014, elle est destituée de son mandat pour avoir figuré dans la délégation d'un autre État, le Panama, devant l'Organisation des États américains, ce qui était interdit par la constitution vénézuélienne aux élus parlementaires. Elle est interdite d'entrée à l'Assemblée nationale le 1er avril 2014, ses partisans sont dispersés par les autorités à coups de bombes lacrymogènes tandis que sa destitution est confirmée par la Cour suprême : pour elle, cela constitue « une preuve qu'il y a une dictature au Venezuela, c'est un coup brutal porté à la Constitution ».
Elle apporte son soutien à Iván Duque lors de l'élection présidentielle colombienne de 2018, que celui-ci remporte. À partir de 2019, elle soutient activement Juan Guaidó pour son accession à la présidence.
Le 22 octobre 2023, elle remporte les primaires organisées en vue de l'élection présidentielle de 2024 par l'opposition au président Nicolás Maduro, héritier d'Hugo Chávez. Cependant, le contrôleur général de la République, organe de surveillance des comptes publics, interdit en juin 2023 à Machado d’exercer toute fonction publique jusqu'en 2030. Le 27 janvier 2024, le Tribunal suprême de justice interdit sa candidature et la rend inéligible. Le 24 mars 2024, Maria Corina Machado annonce qu’elle est représentée par Corina Yoris à la présidentielle du 28 juillet, mais celle-ci est également interdite de se présenter. Finalement, Edmundo González Urrutia représente la Plateforme unitaire à cette élection, Maria Corina Machado lui apporte son soutien. Selon un sondage de l’institut Datincorp, réalisé en avril 2024, il obtient 50 % des intentions de vote, contre 18 % pour l'actuel président Nicolás Maduro,.
Le 30 septembre 2024, le prix Vaclav-Havel récompensant des défenseurs des droits de l'homme lui est décerné par le Conseil de l'Europe. Le 24 octobre 2024, le prix Sakharov pour la liberté de l'esprit lui est attribué par le Parlement européen, en même temps qu'Edmundo González Urrutia, « pour leur lutte courageuse en faveur du rétablissement de la liberté et de la démocratie au Venezuela ».

## Prix et distinctions
- 2018 : listée parmi les 100 Women par la BBC[19].
- 2024 : prix Vaclav-Havel[17].
- 2024 : prix Sakharov avec Edmundo González Urrutia[20].